# Indu Sonali
Indu Sonali (7 de noviembre de 1978 en Bhagalpur, Bihar), es una cantante de playback india, conocida por interpretar temas musicales para películas del cine y de los artículos de Bhojpuri. Ella ha sido considerada como una de las cantantes más superiores del género playback, dentro de la industria cinematográfica Bhojpuri. Su género musical es el folk-primitiva acústico, con algún rastro de la música clásica de la India, así también como el jazz, la música electrónica y otras fusiones. Algunas de sus canciones más notables son Lehriya Loot Re Raja (Partigya), Kahan Jaibe Raja Najariya (Kaha Jaiba Raja), Uthha Deb Lenga (Damadji) y Devar ho Daba Na Mor Karihaiya (Rakhwala). 

## Biografía y carrera
Indu Sonali nació el 7 de noviembre de 1978 en Bhagalpur (Bihar). Creció y se educó en Bihar. Sonal hizo su debut como cantante de playback en el cine Bhojpuri en la película titulada "Panditji batai Na Biah Kab Hoi", en la que Rajesh Gupta fue director musical. Ella es una gran fanática y amante de la leyenda de la mísca india, ya que admira a Lata Mangeshkar. Su estilo musical, introducida en diferentes géneros musicales ha hecho conocer en diferentes giras de conciertos.

## Temas musicales
| Título                              | Película                            | Co-intérprete(s) | Composición      | Letras               | Etiqueta musical |
| ----------------------------------- | ----------------------------------- | ---------------- | ---------------- | -------------------- | ---------------- |
| Tu Patna Ke Raja Hum Mumbai Ki Rani | Tu Hamar Hau                        | Soham            | Nikhil, Vinay    | Vipin Bahar          | T-series         |
| Humke Sasura Se Tu Bolbaala Babuji  | Bidaai                              | solo             | Dhananjay Mishra | Vinay Bihari         | T-Series         |
| Kawan Banega Salma Ka Balma         | Dil Aur Deewar                      | solo             | Damodar Raao     | Sachchidanand Kavach | Wave Music       |
| Aho More Raja Bahinya Mein          | Pandit Ji Batain Na Biyah Kab Hoyee | solo             | Rajesh Gupta     | Vinay Bihari         | T-Series         |
| Kahan Jaib Raja Najariya Ladaike    | Kahan Jaiba Raja Najareea Ladai Ke  | solo             | Dhananjay Mishra | Vinay Bihari         | T-Series         |
| Lehariya Luta A Raja                | Pratigya                            | solo             | Rajesh Rajnish   | Vinay Bihari         | Venus            |
| Beri Beri Barjile                   | Maai Ke Karz                        | solo             | Damodar Raao     | Rajesh Mishra        | SRK Music        |
| Tora Chahi Ka Bola                  | Majnu Moterwala                     | solo             | Damodar Raao     | Vinay Bihari         | Wave Music       |
| Hara Patta paan                     | Dushmani                            | solo             | Durga Natraj     | Shyam Dehati         | T-Series         |